# Хасанов, Нумон Нурматович
Нумо́н Нурма́тович Хаса́нов (узб. Noʻmon Nurmatovich Hasanov; 10 февраля 1971, Ташкент, Узбекская ССР, СССР) — советский и узбекистанский футболист, выступавший на позиции полузащитника; тренер.

## Биография
Появился в «Пахтакоре» в 1990 году. В составе «Пахтакора» был чемпионом Узбекистана и обладателем Кубка страны.
В составе МХСК выиграл золотые медали узбекского первенства в 1997 году. В составе «Дустлика» стал чемпионом Узбекистана в 1999 и 2000 годах. В 2002 году забил свой сотый гол.
Выступал за сборную Узбекистана, был капитаном команды.
В 2002—2003 года тренировал клуб «Дустлик». С 2012 года работал в системе ташкентского «Пахтакора». В 2015—2016 годах являлся главным тренером главной команды «Пахтакора».